# Östergötlands runinskrifter 224
Östergötlands runinskrifter 224 är en runsten i Törnevalla socken, Linköpings kommun. Stenen står vid Stratomta sydöst om tätorten Linghem. Den är ristad på tre sidor; inskriften börjar på den sydvästra bredsidan, fortsätter på den nordöstra dito och avslutas på den nordvästra kortsidan. Runorna är normalrunor. Stungna i-runor ingår. Den nordöstra sidans slinga har formen av en orm. "Kuþan" ("god") står utom slinga. Förutom runslingorna finns på den sydöstra sidan en bild på ett skepp och längst uppe på nordvästsidan finns ett kors. Östergötlands runinskrifter 224 dateras till 1000-talet.

## Källor

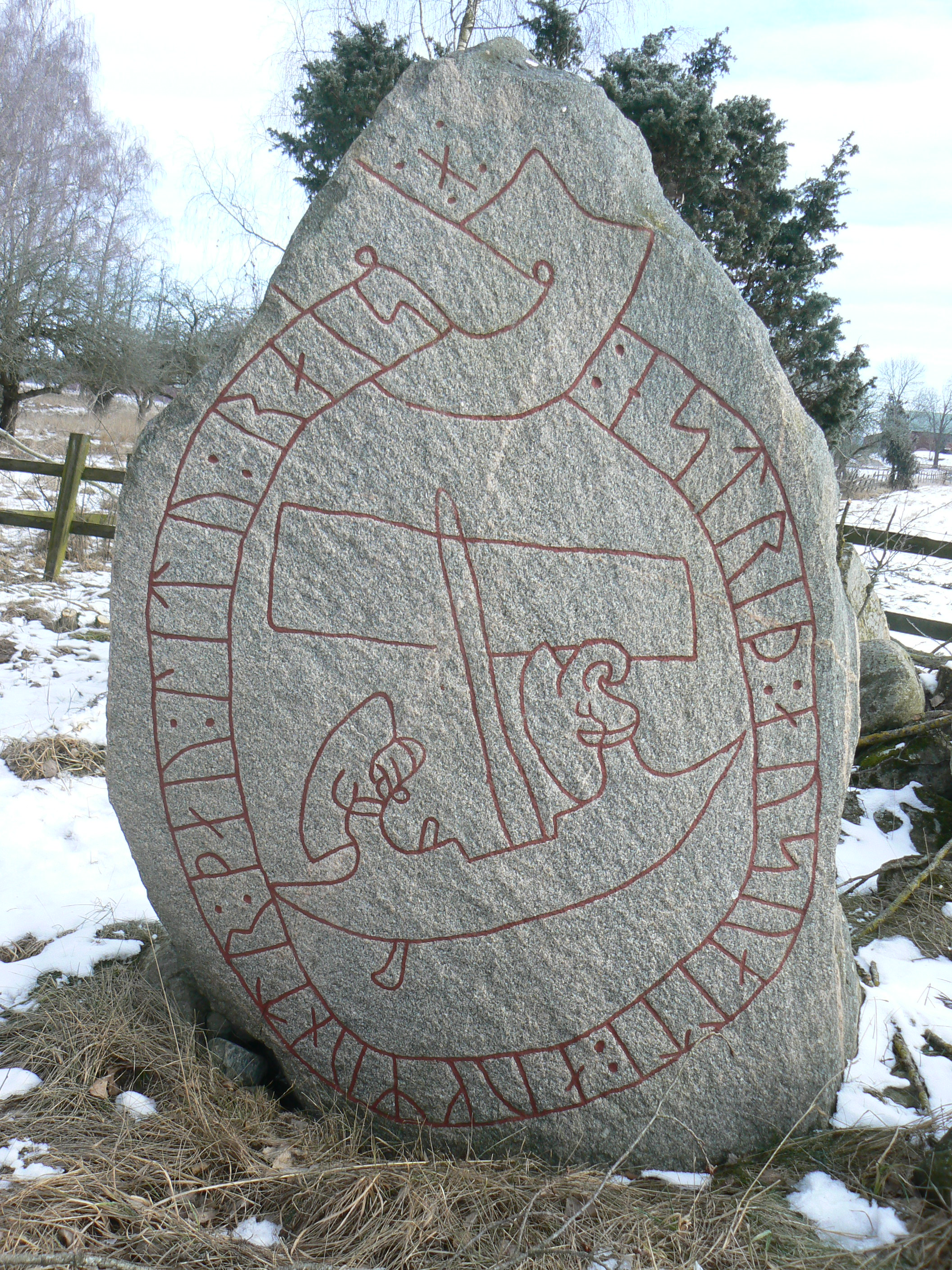
Ög 224, sydvästra sidan
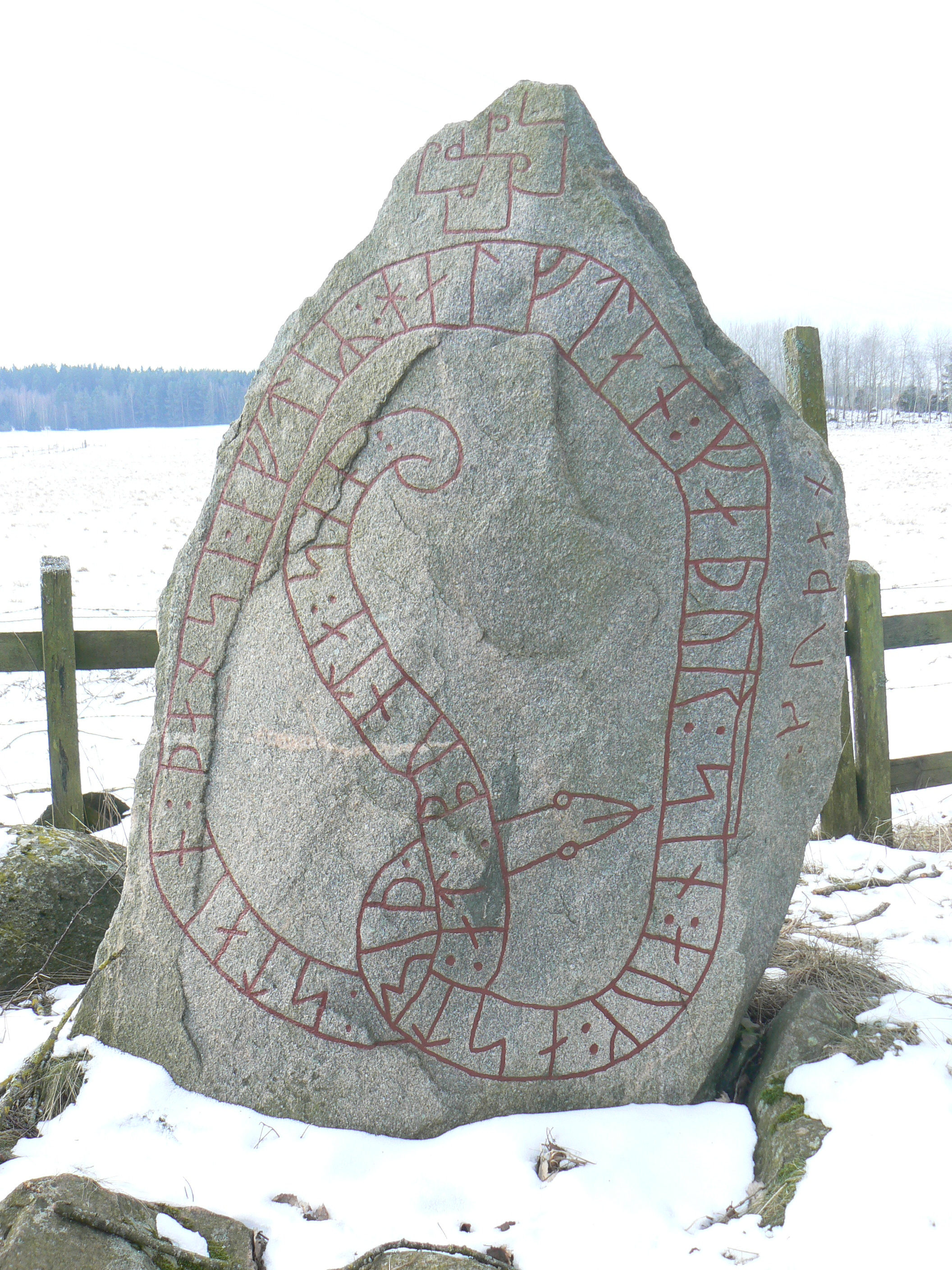
Ög 224, nordvästra och nordöstra sidan

## Translitterering
Translitterering av runraden:
§A : estriþ : ausualti : aukmuntr : þau : litu : rais:a 
§B : stain : þansi : aftiʀ : halftan : faþur : sin : auk : astriþ : at : bunta : sin : 
§C : kuþan :
Normalisering till runsvenska:
§A Æstrið, Asvaldi, Augmundr, þau letu ræisa 
§B stæin þannsi æftiʀ Halfdan, faður sinn, ok Æstrið at bonda sinn 
§C goðan.
Översättning till nusvenska:
Ästrid, Osvalde, Augmund, de läto resa denna sten efter Halvdan, sin fader, och Ästrid efter sin make god.